# Município de Patterson (condado de Darke, Ohio)
O município de Patterson (em inglês: Patterson Township) é um município localizado no condado de Darke no estado estadounidense de Ohio. No ano de 2010 tinha uma população de 1.365 habitantes e uma densidade populacional de 19,55 pessoas por km².

## Geografia
O município de Patterson encontra-se localizado nas coordenadas 40° 19′ 01″ N, 84° 28′ 41″ O. Segundo a Departamento do Censo dos Estados Unidos, o município tem uma superfície total de 69.81 km², da qual 69,75 km² correspondem a terra firme e (0,1 %) 0,07 km² é água.

## Demografia
Segundo o censo de 2010, tinha 1.365 habitantes residindo no município de Patterson. A densidade populacional era de 19,55 hab./km². Dos 1.365 habitantes, o município de Patterson estava composto pelo 98,53 % brancos, o 0,37 % eram amerindios, o 0,29 % eram de outras raças e o 0,81 % eram de uma mistura de raças. Do total da população o 0,88 % eram hispanos ou latinos de qualquer raça.